# Charles Mordaunt, 3. hrabě z Peterborough
Charles Mordaunt, 3. hrabě z Peterborough, 1. hrabě z Monmouthu (Charles Mordaunt, 3rd Earl of Peterborough, 1st Earl of Monmouth, 2nd Viscount Avalon, 8th Baron Mordaunt, 2nd Baron Mordaunt of Reigate) (1658 – 25. října 1735, Lisabon, Portugalsko) byl britský generál, admirál, státník, diplomat a dvořan 17. a 18. století. Jako aktivní účastník Slavné revoluce se ve věku třiceti let stal nakrátko prvním ministrem Anglického království (1689–1690). Později se ocitl v nemilosti, znovu se uplatnil jako úspěšný vojevůdce za války o španělské dědictví. Za vlády královny Anny působil i jako diplomat a získal Podvazkový řád. Po nástupu hannoverské dynastie strávil zbytek života v Portugalsku.

## Mládí
Pocházel ze starobylého šlechtického rodu připomínaného od 13. století, byl synem Johna Mordaunta, 1. vikomta Avalona (1626–1675). Studoval v Oxfrodu, poté sloužil u námořnictva, po otci zdědil v roce 1675 titul vikomta a stal se členem Sněmovny lordů, kde se připojil k whigům a odpůrcům Jakuba II. Od roku 1686 žil v Nizozemí, kde navrhl Vilémovi Oranžskému, aby převzal vládu v Anglii. K tomu došlo až o dva roky později a Mordaunt jako stoupenec Slavné revoluce dosáhl vrcholu kariéry. Osobně se zúčastnil Vilémova vylodění v Torbay, jako velitel pluku pomohl obsadit několik měst v jižní Anglii a přispěl k nastolení Viléma Oranžského na anglický trůn. V roce 1689 byl povýšen na hraběte z Monmouthu, stal se členem Tajné rady, výboru Tajné rady pro obchod a kolonie a lordem-místodržitelem v hrabství Northamptonshire. Díky svým předchozím aktivitám se jako třicetiletý stal prvním ministrem (duben 1689 až březen 1690). I když jeho působení v tomto úřadu nebylo příliš významné, nadále zůstal předním poradcem Viléma Oranžského, doprovázel jej na cestách i na válečných taženích. Nakonec se od dvora odklonil, byl zbaven úřadu královského komorníka, vyloučen z Tajné rady a pro účast na Fenwickově spiknutí byl v roce 1697 uvězněn. V roce 1697 zároveň po strýci zdědil titul hraběte z Peterborough.

## Vojevůdce za války o španělské dědictví
Znovu se uplatnil za vlády královny Anny, kdy patřil k předním velitelům za války o španělské dědictví. Na Pyrenejském poloostrově velel anglicko-nizozemským sborům (1702), dosáhl hodnosti admirála a generála námořnictva, v armádě byl jmenován plukovníkem. V čele spojeneckých vojsk v roce 1705 dobyl Barcelonu, kam přivedl krále Karla III. a byl jmenován anglickým vyslancem u jeho dvora. Pokusil se dobýt i Madrid, ale v tom jej předběhl generál Gallway. Hrabě Peterborough poté diplomaticky a vojensky působil v Itálii, ale byl kritizován, že nezvládá všechny úkoly, jimiž je pověřován, kvůli své konfliktní povaze měl spory s podřízenými i s veliteli spojeneckých vojsk. V roce 1707 byl povolán zpět do Anglie, své postavení se snažil obhájit cestou do Turína a Vídně, ale nakonec se vrátil do Londýna. Ve Sněmovně lordů se připojil k toryům a opozici proti vévodovi z Marlborough, ze strany whigů byly učiněny neúspěšné pokusy obvinit Peterborougha z překračování kompetencí v době jeho působení ve Španělsku a Itálii. Po pádu Godolphinovy vlády byl vyslancem ve Vídni (1711–1712) a v Benátkách (1713–1714), v roce 1713 získal Podvazkový řád. Po nástupu Jiřího I. ztratil vliv a byl výslovně požádán, aby se již neobjevoval u dvora. Odešel do Portugalska, kde pak trvale žil více než dvacet let v soukromí. Zemřel v Lisabonu, pohřben je v Anglii.

## Rodina a potomstvo
Jeho první manželkou byla od roku 1678 skotská šlechtična Carey Fraser (1658–1709), která působila u dvora královny Kateřiny. Podruhé se oženil v roce 1722 s operní zpěvačkou Anastasií Robinson (1692–1755), v zájmu zachování Peterboroughovy prestiže bylo toto manželství až do jeho smrti uchováno v tajnosti. Z prvního manželství pocházely tři děti, nejstarší z nich byla dcera Henrietta (1679–1760), manželka 2. vévody z Gordonu. Starší syn John Mordaunt, lord Mordaunt (1681–1710), byl členem Dolní sněmovny a za války o španělské dědictví dosáhl hodnosti generála, zemřel na neštovice. Mladší syn Henry Mordaunt (1682–1710) byl kapitánem Royal Navy, zasedal také v Dolní sněmovně a zemřel taktéž na neštovice. Dědicem titulů byl Charlesův vnuk Charles Mordaunt, 4. hrabě z Peterborough (1708–1778). V dalších generacích již členové rodu nehráli žádnou významnou úlohu v historii, rod vymřel v roce 1814.
Charlesův mladší bratr Henry Mordaunt (1663–1720) sloužil v armádě, za války o španělské dědictví dosáhl hodnosti generálporučíka, zastával také funkce ve vládě a byl poslancem Dolní sněmovny.